# Tillandsia 'Sitting Pretty'
Tillandsia 'Sitting Pretty' es un cultivar híbrido del género Tillandsia perteneciente a la familia Bromeliaceae.
Es un híbrido creado con las especies Tillandsia streptophylla  × Tillandsia   'paucifolioides'.